# كوماند أند كونكر 3: تيبيريم وارز
كوماند أند كونكر 3: تيبيريم وارز (بالإنجليزية: Command & Conquer 3: Tiberium Wars)‏ ، هي لعبة حروب خيال العلمي عسكرية تلعب بنظام الوقت الحقيقي استراتيجية وهي لعبة فيديو المتقدمة نشرتها الفنون الالكترونية لنظام التشغيل Windows و نظام التشغيل Mac OS X و أجهزة إكس بوكس 360 ،تتمز برسومات عالية الدقة والتميز.